# 南韦尔维克
南韦尔维克（法語：Wervicq-Sud，法語發音：[wɛʁvik syd]，南韦尔菲克）是法国上法蘭西大區北部省的一个市镇，隔利斯河与比利时韦尔菲克相望，属于里尔区和里尔欧洲都会区。

## 地理
南韦尔维克（50°46'20"N, 3°2'52"E）面积5.09 平方千米，位于法国上法蘭西大區北部省，该省份为法国最北部的省份及最长的省份，西北濒北海，西接加来海峡省，南至埃纳省和索姆省，东与比利时接壤。
与南韦尔维克接壤的市镇（或旧市镇、城区）包括：韦尔菲克、布斯贝克、科米讷、兰塞勒。
南韦尔维克的时区为UTC+01:00、UTC+02:00（夏令时）。

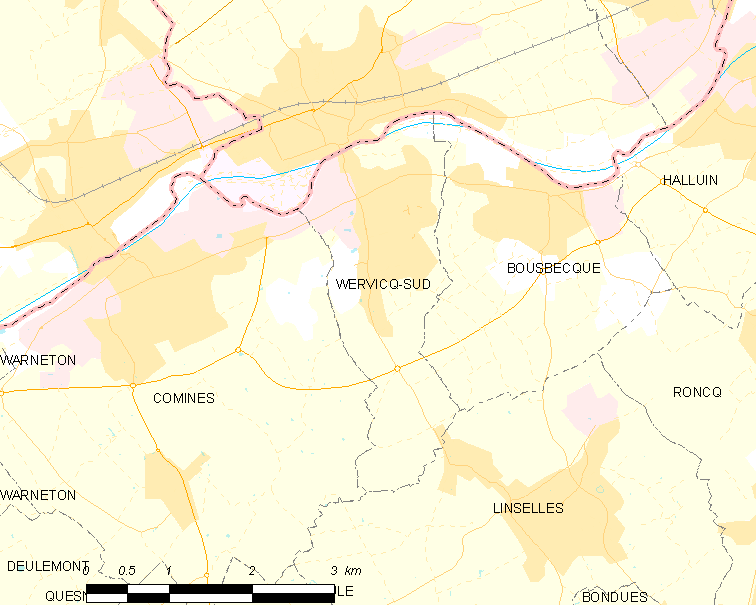
南韦尔维克的OSM定位图

## 行政
南韦尔维克的邮政编码为59117，INSEE市镇编码为59656。

## 政治
南韦尔维克所属的省级选区为朗贝萨尔县。

## 人口

1962-2008年间南韦尔维克人口变化图示

南韦尔维克于2022年1月1日时的人口数量为5446人。